# Albertsee (Erftstadt)

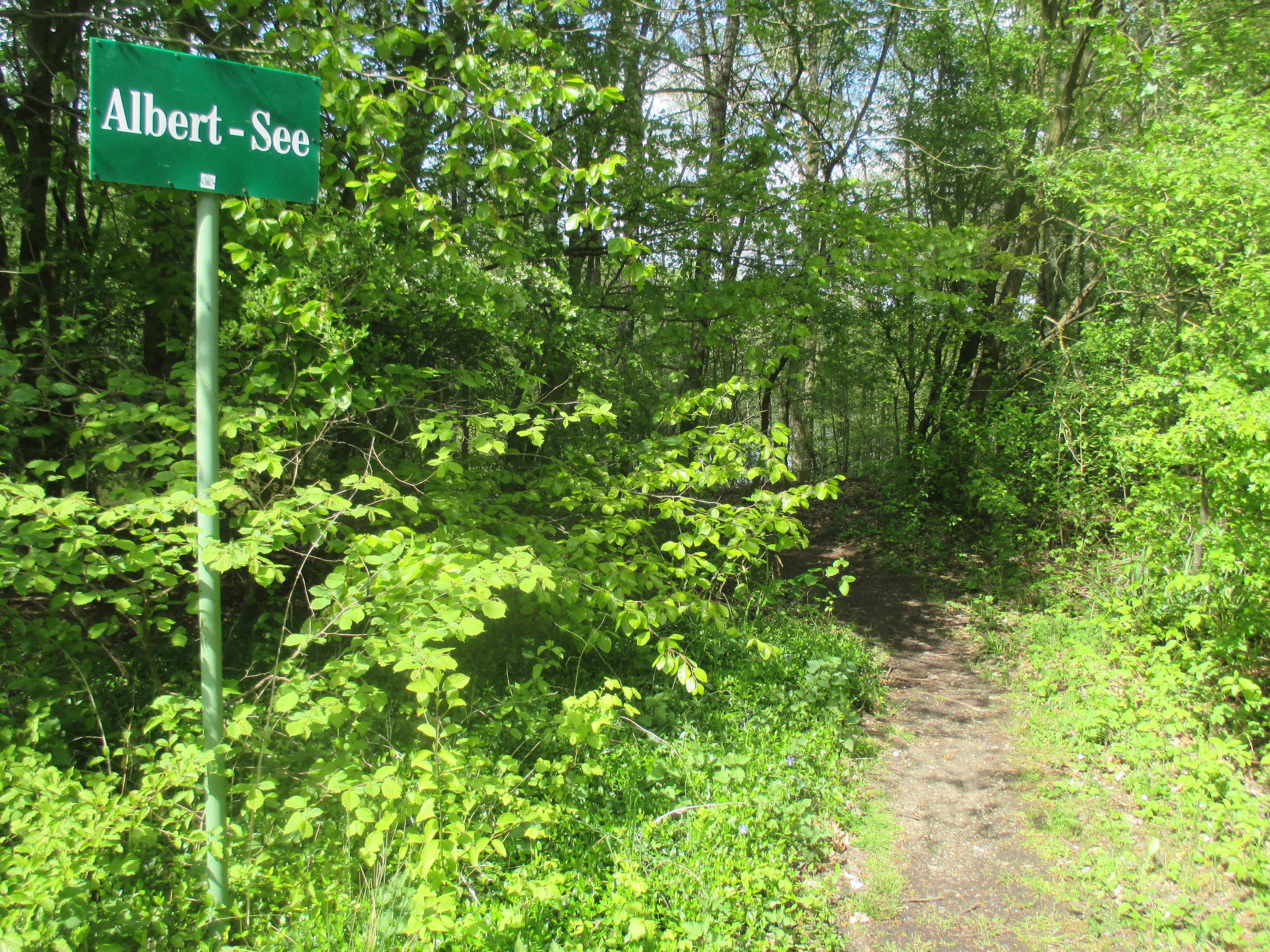
Hinweisschild zum Albertsee

Der Albertsee, auch Albert-See, in Erftstadt ist ein 1,2 Hektar großer, maximal 3,2 Meter tiefer See im Rhein-Erft-Kreis im Südwesten von Nordrhein-Westfalen. Er liegt im Vorgebirge an der B 265 zwischen Liblar (Erftstadt) und Heide (Brühl), nordöstlich des Liblarer Ortskerns und direkt gegenüber dem Liblarer See. Der See ist einer der zahlreichen Villeseen, die im Zuge des Abbaus der Braunkohle entstanden sind.
Im Jahre 1974 entstanden, steht der Albertsee heute unter Landschaftsschutz. Es wurden dort ganzjährig geschützte Laichzonen eingerichtet. Der See wird inzwischen von der AIG Ville e. V. Köttingen verwaltet und von dort zielgerichtet den Mitgliedern des Vereins zum Angeln freigegeben.
Vom Binsenweiher, am Liblarer See gelegen, führt ein Zulauf in den Albertsee. Der Bach führt unter der B 265 entlang, wo er dann auf der anderen Seite in den Albertsee fließt.
Vom Bahnhof Erftstadt und von der Vorgebirgsbahn (Linie 18 der Kölner Stadtbahn) ist der Albertsee mit den Buslinien 979 und 990 der Rhein-Erft-Verkehrsgesellschaft über die Haltestelle Liblarer See zu erreichen.